# 第十甫路
第十甫路位于中华人民共和国广州市荔湾区，是一条呈东西走向具有浓厚商业气氛的道路。道路两旁全为具有西关特色的骑楼建筑，珠玑路以西路段为上下九商业步行街一部分。
昔日有大觀河流經，為西關最繁華之地，涌上的八座橋清朝名為「八橋之盛」。
1966年文化大革命時期，為紀念向秀麗烈士而改稱秀麗一路，1981年復名第十甫路。

## 与之交汇道路
- 顺序由西往东排列
- 恩宁路、宝华路
- 大同路
- 珠玑路
- 清平路
- 下九路、十八甫北路、文昌南路